# Великі Макари
Вели́кі Макáри — село в Україні, у Яворівському районі Львівської області. Населення становить 206 осіб. Орган місцевого самоврядування — Яворівська міська рада.